# Cesarz Tytus nadaje prawa Rzymianom (obraz Franciszka Smuglewicza)
Cesarz Tytus nadaje prawa Rzymianom – obraz olejny namalowany w technice grisaille przez polskiego malarza Franciszka Smuglewicza w 1785, znajdujący się w zbiorach Muzeum Narodowego w Warszawie. Płótno powstało niedługo po powrocie Smuglewicza z Rzymu, gdzie spędził 21 lat.

## Opis
Obraz naśladujący marmurową płaskorzeźbę przedstawia scenę alegoryczną odwołującą się do historii Cesarstwa Rzymskiego. Lekko pochylony cesarz Tytus Flawiusz panujący w latach 79–81 naszej ery, w otoczeniu orszaku i w asyście liktorów reprezentujących władzę sądowniczą, podaje lewą rękę klęczącej przed nim kobiecie, która uosabia naród rzymski. W prawej ręce cesarz trzyma zwój z tekstem praw. Ponad nimi unosi się uskrzydlona postać kobieca będąca alegorią Sławy która dymie w trąbę. W głębi widnieje posąg Apolla i tłum cieszących się ludzi.
Obraz Franciszka Smuglewicza będący apoteozą praworządnej władzy jako warunku pomyślności państwa odnosi się do osoby króla Polski i wielkiego księcia litewskiego Stanisława Augusta i sprawowanych przez niego rządów w Rzeczypospolitej.